# April Nocifora
April Dawn Nocifora, verheiratete Rossi (* 7. April 1968 in Newbury, Ohio; † Dezember 2021 in Burbank, Kalifornien) war eine US-amerikanische Film- und Fernsehproduzentin, deren Arbeit eng mit dem Star-Trek-Franchise verbunden war.

## Leben
April Nocifora studierte TV/Film an der California State University, Fullerton und erlangte dort den Bachelor-Grad. Sie begann ihre Karriere als Mitarbeiterin in einer Produktionsfirma für die Fernsehserie Raumschiff Enterprise – Das nächste Jahrhundert. 1994–1995 arbeitete sie als Assistentin von Ronald D. Moore und danach von Peter Lauritson. Von 1995 bis 1999 folgten Tätigkeiten in der Produktionsleitung und der Postproduktion der Fernsehserien Star Trek: Deep Space Nine und Star Trek: Raumschiff Voyager. Nach kurzer Mitarbeit an der Serie Dead Zone, die vom Star-Trek-Produzenten Michael Piller für das USA Network entwickelt wurde, wirkte sie ab 2002 an der Produktion mehrerer Fernsehserien mit, die hauptsächlich für HBO und FOX entwickelt wurden. Als Star Trek nach längerer Pause 2017 ins Fernsehen zurückkehrte, wirkte Nocifora an der Produktion aller vier bislang erschienenen neuen Realfilm-Serien mit.
April Nocifora war seit den 1990er Jahren mit dem Produzenten Dave Rossi verheiratet. Bis 2002 wurde sie in Credits unter dem Nachnamen ihres Ehemanns geführt, später verwendete sie wieder ihren Geburtsnamen.
Im Dezember 2021 erlag Nocifora einem Krebsleiden. Die am 5. Mai 2022 erstmals ausgestrahlte Pilotfolge von Star Trek: Strange New Worlds sowie die letzte Folge der 4. Staffel von Star Trek: Discovery wurden ihrem Andenken gewidmet.

## Filmografie
Schnitt/Montage
- 1995–1998: Star Trek: Deep Space Nine (Fernsehserie, 60 Folgen, Postproduction Coordinator)
- 1996–1997: Star Trek: Raumschiff Voyager (Fernsehserie, 31 Folgen, Postproduction Coordinator)

Produktionsleitung
- 1998–1999: Star Trek: Deep Space Nine (Fernsehserie, 32 Folgen, Produktionsbetreuerin)
- 2002: Taken (Fernsehserie, 3 Folgen, Produktionsbetreuerin)
- 2003–2005: Carnivàle (Fernsehserie, 24 Folgen, Produktionsbetreuerin)
- 2005: Rom (Fernsehserie, 1 Folge, Produktionsbetreuerin)
- 2010: Fringe: Grenzfälle des FBI (Fernsehserie, 6 Folgen, Produktionsbetreuerin)
- 2011: Terra Nova (Fernsehserie, 10 Folgen, Produktionsbetreuerin)

Produzentin
- 2002: Dead Zone (Fernsehserie, 1 Folge, Associate Producer)
- 2002: Dead Zone – Das zweite Gesicht (Direct-to-DVD, Associate Producer)
- 2007: Rom (Fernsehserie, 10 Folgen, Associate Producer)
- 2007: Flight of the Conchords (Fernsehserie, 12 Folgen, Associate Producer)
- 2010: The Pacific (Fernsehserie, 10 Folgen, Associate Producer)
- 2010–2011: The Event (Fernsehserie, 12 Folgen, Associate Producer)
- 2011: Locke & Key (Fernsehfilm, Associate Producer)
- 2012: The Asset (Fernsehfilm, Associate Producer)
- 2013: Getting On – Fiese alte Knochen (Fernsehserie, 1 Folge, Associate Producer)
- 2013–2016: Sleepy Hollow (Fernsehserie, 46 Folgen, Co-Producer und Associate Producer)
- 2014: Scorpion (Fernsehserie, 1 Folge, Co-Producer)
- 2015: Tales from the Dark Side (Fernsehfilm, Co-Producer)
- 2017: Eine Reihe betrüblicher Ereignisse (Fernsehserie, 8 Folgen, Co-Producer)
- 2017–2022: Star Trek: Discovery (Fernsehserie, 55 Folgen, Producer und Supervising Producer)
- 2018–2020: Star Trek: Short Treks (Fernsehserie, 10 Folgen, Producer und Supervising Producer)
- 2020: Star Trek: Picard (Fernsehserie, 10 Folgen, Supervising Producer)
- 2022: Star Trek: Strange New Worlds (Fernsehserie, 10 Folgen, Supervising Producer)